# Герхард I фон Хиршберг
Герхард I фон Хиршберг (на немски: Gerhard I von Hirschberg; Gerhard I von Grogling & Dollnstein; † ок. 1170/пр. 1188) от стария баварски благороднически род Хиршберги, е граф на Грьоглинг (днес част от Дитфурт ан дер Алтмюл) в Бавария, Долнщайн в Бавария, на Хиршберг в Бавария (днес част от общината Хиршберг на Бергщрасе).

## Произход
Той е син на граф фогт Хартвиг III фон Грьоглинг († сл. 1139) и съпругата му фон Майнц, дъщеря на бургграф Герхард фон Ринек и Майнц († сл. 1127) и Хедвиг фон Близкастел, дъщеря на граф Готфрид I фон Близкастел († сл. 1127). Внук е на граф Ернст I фон Грьоглинг и Отенбург († 1096/1098) и Рихлинд († сл. 1068), който се жени втори път след август 1078 г. за принцеса Луитгард фон Церинген († 1119). Племенник е на Гебхард II фон Грьоглинг († 1149), княжески епископ на Айхщет (1125 – 1149).
Графовете „фон Грьоглинг-Долнщайн“ си построяват ок. 1200 г. замък Хиршберг и 1205 г. започват да се наричат „Графове фон Хиршберг“. Родът на Хиршбергите измира през началото на 14 век.

## Фамилия
Герхард I фон Хиршберг се жени ок. 1160 г. за София фон Зулцбах († сл. 11 август 1227), дъщеря наследничка на граф Гебхард III фон Зулцбах († 1188) и принцеса Матилда Баварска († 1183). София е племенница на Берта фон Зулцбах, първата съпруга на византийския император Мануил I Комнин, и на Гертруда фон Зулцбах, съпруга на германския император Конрад III. Те имат децата:
- Гебхард II фон Хиршберг († сл. 1232), граф на Грьоглинг, Долнщайн, Хиршберг, женен II. 1186 г. за Агнес вер. фон Труендинген († сл. 1232)
- Хартвиг фон Грьоглинг-Долнщайн (IV) († 1223), епископ на Айхщет (1196 – 1223), имперски канцлер (1202/03)
- Герхард II фон Долнщайн († сл. 1191/ок. 1225), граф на Долнщайн/Толенщайн, фогт на Айхщет (1188), женен за фон Ленгбах? или за фон Раабс, дъщеря на бургграф Конрад II фон Раабс († ок. 1191) и Хилдегард фон Абенберг († сл. 1160)
- Агнес фон Хиршберг, омъжена пр. 29 ноември 1259 г. за граф Алберт VI фон Халс († 1305), син на граф Алрам IV фон Халс († 1246)